# Дилев (Лодзинське воєводство)
Дилев (пол. Dylew) — село в Польщі, у гміні Тушин Лодзький-Східного повіту Лодзинського воєводства.
Населення — 89 осіб (2011).

## Демографія
Демографічна структура станом на 31 березня 2011 року:
|          | Загалом | Допрацездатний вік | Працездатний вік | Постпрацездатний вік |
| -------- | ------- | ------------------ | ---------------- | -------------------- |
| Чоловіки | 45      | 9                  | 28               | 8                    |
| Жінки    | 44      | 11                 | 18               | 15                   |
| Разом    | 89      | 20                 | 46               | 23                   |